# Binz (компания)
BINZ — немецкий автопроизводитель транспортных средств специального назначения. Предприятие основано в 1936 году Михаэлем Бинцем (Michael Binz) в городе Лорх, Германия. Сегодня два филиала в Германии в городах Лорх и Ильменау, общая численность персонала 300 человек.
Основные партнёры Daimler AG, Ford, Volkswagen, BMW, EADS.

## Производство

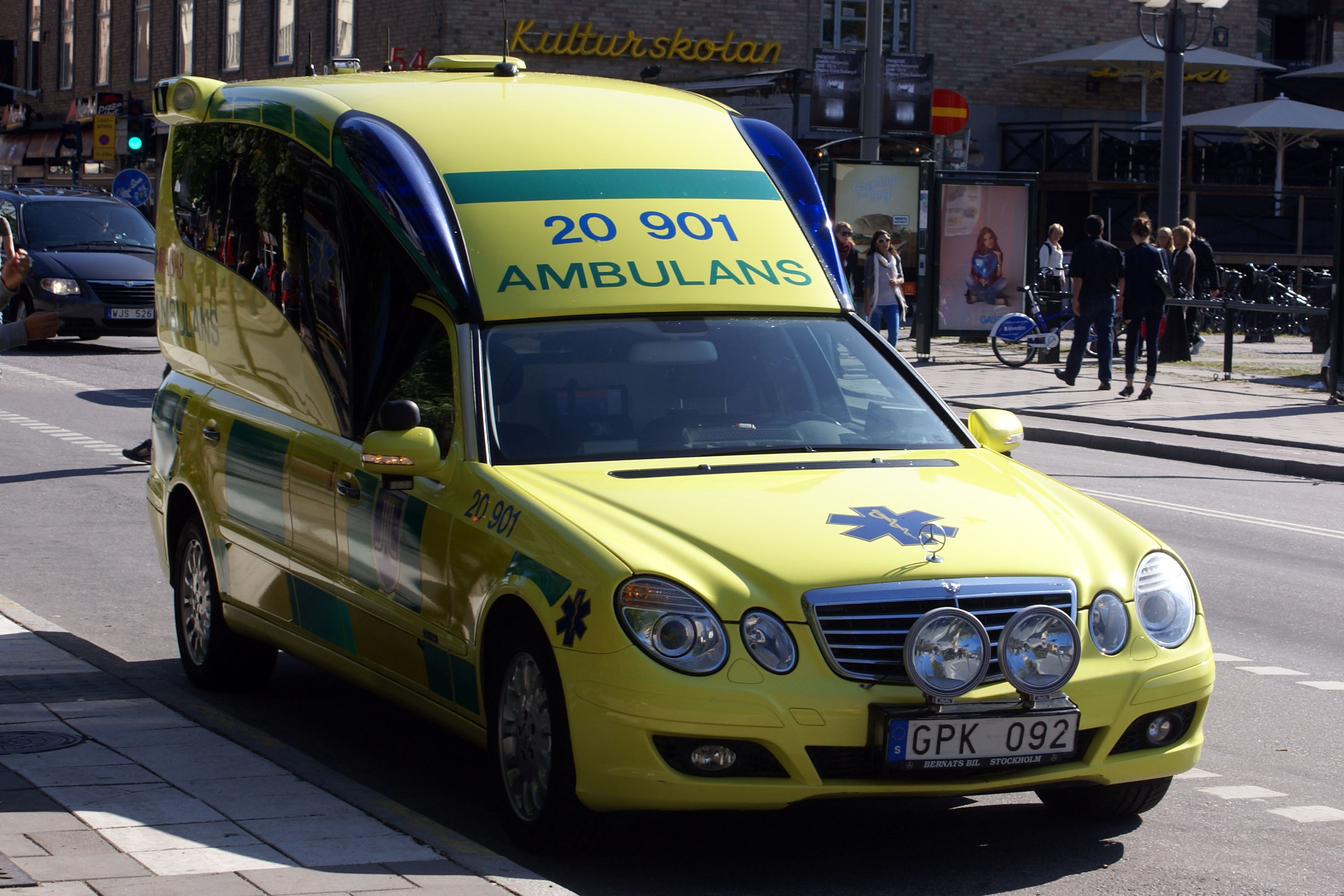
Скорая помощь в Швеции от Binz на базе Mercedes-Benz E-класс

Сейчас Binz предлагает автомобили специального назначения по следующим направлениям:
- Автомобили скорой помощи
- катафалки
- Военные машины скорой помощи
- Специальные транспортные средства пожарной охраны, полиции, органов гражданской обороны
- Четырех и шестидверные лимузины

Кроме того Binz поставляет оборудование для медицинской и стационарной помощи на мобильной технике бундесвера.

## Интересные факты
- Первый VIP-катафалк Binz H4, созданный на базе удлиненного Mercedes-Benz W211, построен для российского похоронного бюро. Задний отсек пятиместного катафалка отличается отделкой из натурального красного дерева, а также специальным освещением.[1]